# Айзенворт, Анатолий Карлович
Анато́лий Ка́рпович Айзенво́рт (по паспорту Деревяшкин; 21 февраля [6 марта] 1910, Шуарсола, Советский район, Марий Эл — 25 декабря 1942, Сталинградский фронт) — марийский советский писатель, переводчик, журналист, преподаватель. Член Союза писателей СССР.

## Биография
Родился в семье директора школы К. А. Деревяшкина. Учился в Оршанской школе II ступени, в 1931 году окончил Казанский Восточно-педагогический институт.
Был научным сотрудником МарНИИ, членом оргкомитета по созданию Союза советских писателей Марийской АССР, был членом правления Союза. Трудился и на журналистском поприще: был сотрудником редакций журнала «У вий» («Новая сила»), газет «Марийская правда» и «Марий коммуна».
С 1937 года был преподавателем марийский литературы в Марийском государственном педагогическом институте им. Н. К. Крупской.
С 1942 года на фронте. Погиб на Сталинградском фронте 25 декабря 1942 года, похоронен в х. Клыков Октябрьского р-на Волгоградской области.

## Литературная деятельность
Писать начал с 1926 года. Сначала писал на русском языке. Был активным публицистом (литературные исследования, рецензии на книги и театральные постановки). Однако следует отметить, что в своих литературно-критических работах он порою допускал ошибки, порождённые влиянием вульгарно-социологической критики. Некоторые из них были «заказными» и сыграли роковую роль в судьбах марийских писателей в годы сталинских репрессий.
А. Айзенворт написал повесть «Вич полмезе» («Пятеро смелых»), перевёл на марийский язык произведения М. Горького, Л. Толстого, А. Чехова, В. Маяковского и др., на русский язык — роман М. Шкетана «Эренгер», поэму С. Чавайна «Октябрь», произведения Ш. Осыпа, О. Ипая, Г. Ефруша и др.
Он был также составителем учебных пособий: в 1939 году Учпедгиз выпустил 3 составленные им «Книги для чтения».
Выступал под псевдонимами А. Зет, А. К., А. Д.
Член Союза писателей СССР с 1939 года.

## Основные произведения

### На марийском языке
- Илыш мура: ойырен налме произведений-влак (Жизнь поёт: избранные произведения). Йошкар-Ола, 1950.
- Вич полмезе: повесть (Пятеро смелых). Йошкар-Ола, 1954. 106 с.
- Вич полмезе: повесть (Пятеро смелых). Йошкар-Ола, 1987. 94 с.

### В переводе на русский язык
- Пятеро смелых: повесть / пер. М. А. Шамбадала. Йошкар-Ола, 1955. 56 с.

### Переводные произведения
- Али-Баба да нылле разбойник: араб йомак. М., 1938. 32 с.
- Андерсен Г. Дюймовочка: йомак. М., 1938. 32 с.
- Гауф В. Халиф-аист нерген йомак. М., 1938. 16 с.
- Чуковский К. Маска ден Тылзе: йомак. Йошкар-Ола, 1946. 16 с.
- Андерсен Г. Чинче ӱдыр: йомак. Йошкар-Ола, 1953. 20 с.